# Temporada 1998-99 de los Washington Wizards
La temporada 1998-99 fue la vigesimosexta del equipo de Washington dentro del área metropolitana de Washington D. C. y la trigésimo octava en sus diferentes localizaciones. La temporada regular acabó con 18 victorias y 32 derrotas, ocupando el decimotercer puesto de la Conferencia Este, no logrando clasificarse para los playoffs. Debido a un cierre patronal, la temporada regular comenzó el 5 de febrero de 1999 y se redujo de 82 partidos a 50.

## Elecciones en elDraft
| Ronda | Puesto | Jugador      | Posición  | Nacionalidad   | Universidad/Club |
| ----- | ------ | ------------ | --------- | -------------- | ---------------- |
| 2     | 43     | Jahidi White | Ala-Pívot | Estados Unidos | Georgetown       |

## Temporada regular
| División Atlántico   | División Atlántico | División Atlántico | División Atlántico | División Atlántico | División Atlántico | División Atlántico | División Atlántico | División Atlántico |
| Equipo               | G                  | P                  | %                  | PD                 | Casa               | Fuera              | Div                |                    |
| -------------------- | ------------------ | ------------------ | ------------------ | ------------------ | ------------------ | ------------------ | ------------------ | ------------------ |
| c-Miami Heat         | 33                 | 17                 | .660               | –                  | 18-7               | 15–10              | 12-8               |                    |
| x-Orlando Magic      | 33                 | 17                 | .660               | –                  | 21–4               | 12–13              | 12-6               |                    |
| x-Philadelphia 76ers | 28                 | 22                 | .560               | 5                  | 17–8               | 11–14              | 9–10               |                    |
| x-New York Knicks    | 27                 | 23                 | .540               | 6                  | 19-6               | 8–17               | 12–8               |                    |
| Boston Celtics       | 19                 | 31                 | .380               | 14                 | 10–15              | 9–16               | 10–9               |                    |
| Washington Wizards   | 18                 | 32                 | .360               | 15                 | 13–12              | 5–20               | 6–13               |                    |
| New Jersey Nets      | 16                 | 34                 | .320               | 17                 | 12–13              | 4–21               | 6–13               |                    |

## Estadísticas

### Temporada regular
| Jugador          | PJ | PT | MPP  | %TC  | %3P  | %TL  | RPP | APP | ROB | TPP | PPP  |
| ---------------- | -- | -- | ---- | ---- | ---- | ---- | --- | --- | --- | --- | ---- |
| Mitch Richmond   | 50 | 50 | 38.2 | .412 | .317 | .857 | 3.4 | 2.4 | 1.3 | .2  | 19.7 |
| Juwan Howard     | 36 | 36 | 39.7 | .474 | .000 | .753 | 8.1 | 3.0 | 1.2 | .4  | 18.9 |
| Rod Strickland   | 44 | 43 | 37.1 | .416 | .286 | .746 | 4.8 | 9.9 | 1.7 | .1  | 15.7 |
| Otis Thorpe      | 49 | 38 | 31.4 | .545 | .000 | .698 | 6.8 | 2.1 | .9  | .4  | 11.3 |
| Calbert Cheaney  | 50 | 18 | 25.3 | .414 | .216 | .493 | 2.8 | 1.5 | .8  | .3  | 7.7  |
| Tracy Murray     | 36 | 0  | 18.1 | .350 | .320 | .810 | 2.3 | .8  | .6  | .2  | 6.5  |
| Ben Wallace      | 46 | 16 | 26.8 | .578 |      | .356 | 8.3 | .4  | 1.1 | 2.0 | 6.0  |
| Chris Whitney    | 39 | 1  | 11.3 | .410 | .337 | .871 | 1.2 | 1.8 | .5  | .1  | 4.8  |
| Randell Jackson  | 27 | 8  | 10.0 | .426 | .143 | .656 | 2.0 | .3  | .1  | .4  | 4.2  |
| Tim Legler       | 30 | 0  | 12.6 | .443 | .400 | .500 | 1.3 | .7  | .1  | .1  | 4.0  |
| Jeff McInnis     | 35 | 6  | 12.2 | .373 | .257 | .750 | .6  | 2.1 | .5  | .0  | 3.7  |
| Terry Davis      | 37 | 34 | 15.6 | .533 |      | .737 | 3.8 | .3  | .3  | .1  | 3.4  |
| Jahidi White     | 20 | 0  | 9.6  | .531 |      | .429 | 2.9 | .1  | .2  | .6  | 2.5  |
| John Coker       | 14 | 0  | 7.0  | .419 |      | .833 | 1.6 | .0  | .1  | .1  | 2.2  |
| Etdrick Bohannon | 2  | 0  | 2.0  |      |      |      | .0  | .0  | .0  | .0  | .0   |